# Vimont (rzeka)
Vimont – rzeka w południowej Francji, w regionie Akwitania, w departamencie Dordogne o długości 12,7 km i dorzeczu 64 km², dopływ rzeki Vézère.